# Кэнелс-Баррера, Мария
Мари́я Кэнелс-Барре́ра (англ. María Canals-Barrera), урождённая — Мари́я Пила́р Кэнелс (англ. María Pilar Canals; 28 сентября 1966, Майами, Флорида) — американская актриса, комедиантка и певица, известная благодаря роли Терезы Руссо в ситкоме Disney Channel «Волшебники из Вэйверли Плэйс» (2007—2012), которая принесла ей премии ALMA и Imagen Awards. Она также известна как актриса озвучивания, работая в ряде анимационных проектах. В 2014 году, Кэнелс-Баррера получила роли в сериалах ABC «Кристела» «Только для членов»; в 2016 — в культовом сериале «Теория Большого взрыва».

## Личная жизнь
С 16 января 1999 года Кэнелс-Баррера замужем за актёром Дэвидом Баррера. У них есть две дочери — Бриджит Баррера (род. 2003) и Мэделин Баррера (род. 2005). В данный момент семейство проживает в Лос-Анджелесе, штат Калифорния.

## Избранная фильмография
| Год       | Название на русском                         | Название на английском              | Роль                      | Примечания                                   |
| --------- | ------------------------------------------- | ----------------------------------- | ------------------------- | -------------------------------------------- |
| 1990      | Джамп-стрит, 21                             | 21 Jump Street                      | Розина                    |                                              |
| 1993      | Полицейский с половиной                     | Cop & 1/2                           | Госпожа Бобо № 2          |                                              |
| 1994      | Она написала убийство                       | Murder, She Wrote                   | Кармен                    |                                              |
| 1995      | Моя семья                                   | My Family                           | молодая Ирэн              |                                              |
| 2001      | Лучшие                                      | Popular                             | Кэнди Бокс                |                                              |
| 2001      | Братья Гарсиа                               | Brothers García                     | госпожа Ацтека            |                                              |
| 2001      | Любимцы Америки                             | America’s Sweethearts               | Эдина                     |                                              |
| 2002      | Мастер перевоплощения                       | Master of Disguise                  | София                     |                                              |
| 2003      | Мечтая об Аргентине                         | Imagining Argentina                 | Эсме Паломарес            |                                              |
| 2008      | Рок в летнем лагере                         | Camp Rock                           | Конни Торрес              |                                              |
| 2007—2012 | Волшебники из Вэйверли Плэйс                | Wizards of Waverly Place            | Тереза Руссо              | Главная роль, 84 эпизода                     |
| 2009      | Волшебники из Вэйверли Плэйс в кино         | Wizards of Waverly Place: The Movie | Тереза Руссо              |                                              |
| 2010      | Camp Rock 2: Отчётный концерт               | Camp Rock 2: The Final Jam          | Кони Торрес               |                                              |
| 2011      | Ларри Краун                                 | Larry Crowne                        | Лала Пинедо               |                                              |
| 2013      | Возвращение Волшебников: Алекс против Алекс | The Wizards Return: Alex vs. Alex   | Тереза Руссо              |                                              |
| 2014—2015 | Кристела                                    | Cristela                            | Даниэлла                  | Регулярная роль, 22 эпизода                  |
| 2014      | Только для членов                           | Members Only                        | Ильда                     | Регулярная роль, закрыт после одного эпизода |
| 2016      | Теория Большого взрыва                      | The Big Bang Theory                 | Изабелла Мария Концепсьён | 1 эпизод                                     |